# Championnat des Pays-Bas féminin de football
Le championnat des Pays-Bas de football féminin, dénommé officiellement « Vrouwen Eredivisie » en néerlandais (ou « Azerion Vrouwen Eredivisie » depuis 2022, pour des raisons de parrainage avec Azerion), est une compétition de football féminin créée en 1973 réunissant les clubs néerlandais. 
En 2007, elle regroupe les clubs professionnels des Pays-Bas et ne comporte pas de système de relégation.
En 2012, le championnat laisse la place à la BeNe Ligue et devient le plus haut niveau amateur du pays.
La BeNe Ligue disparaît en 2015, le championnat des Pays-Bas redevient alors le premier niveau des clubs néerlandais.

## Ère professionnelle (Eredivisie)

### Participants

#### Équipes actuelles
| \| ADO Ajax Heerenveen Zwolle PSV Twente VV Alkmaar Excelsior Feyenoord Telstar Sittard \| Localisation des clubs engagés dans le championnat pour la saison 2022-2023. |
| ADO Ajax Heerenveen Zwolle PSV Twente VV Alkmaar Excelsior Feyenoord Telstar Sittard                                                                                    |

| Club                  | Ville          | Province                | Nb de titres                                       |
| --------------------- | -------------- | ----------------------- | -------------------------------------------------- |
| FC Twente             | Enschede       | Overijssel              | 8 (2011, 2013, 2014, 2015, 2016, 2019, 2021, 2022) |
| PSV Eindhoven         | Eindhoven      | Brabant-Septentrional   | 0                                                  |
| Ajax Amsterdam        | Amsterdam      | Hollande-Septentrionale | 3 (2017, 2018, 2023)                               |
| ADO La Haye           | La Haye        | Hollande-Méridionale    | 1 (2012)                                           |
| SC Heerenveen         | Heerenveen     | Frise                   | 0                                                  |
| PEC Zwolle            | Zwolle         | Overijssel              | 0                                                  |
| Excelsior/Barendrecht | Rotterdam      | Hollande-Méridionale    | 0                                                  |
| VV Alkmaar            | Alkmaar        | Hollande-Septentrionale | 0                                                  |
| Feyenoord Rotterdam   | Rotterdam      | Hollande-Méridionale    | 0                                                  |
| Fortuna Sittard       | Sittard-Geelen | Limbourg                | 0                                                  |
| SC Telstar            | Velsen         | Hollande-Septentrionale | 0                                                  |

#### Palmarès

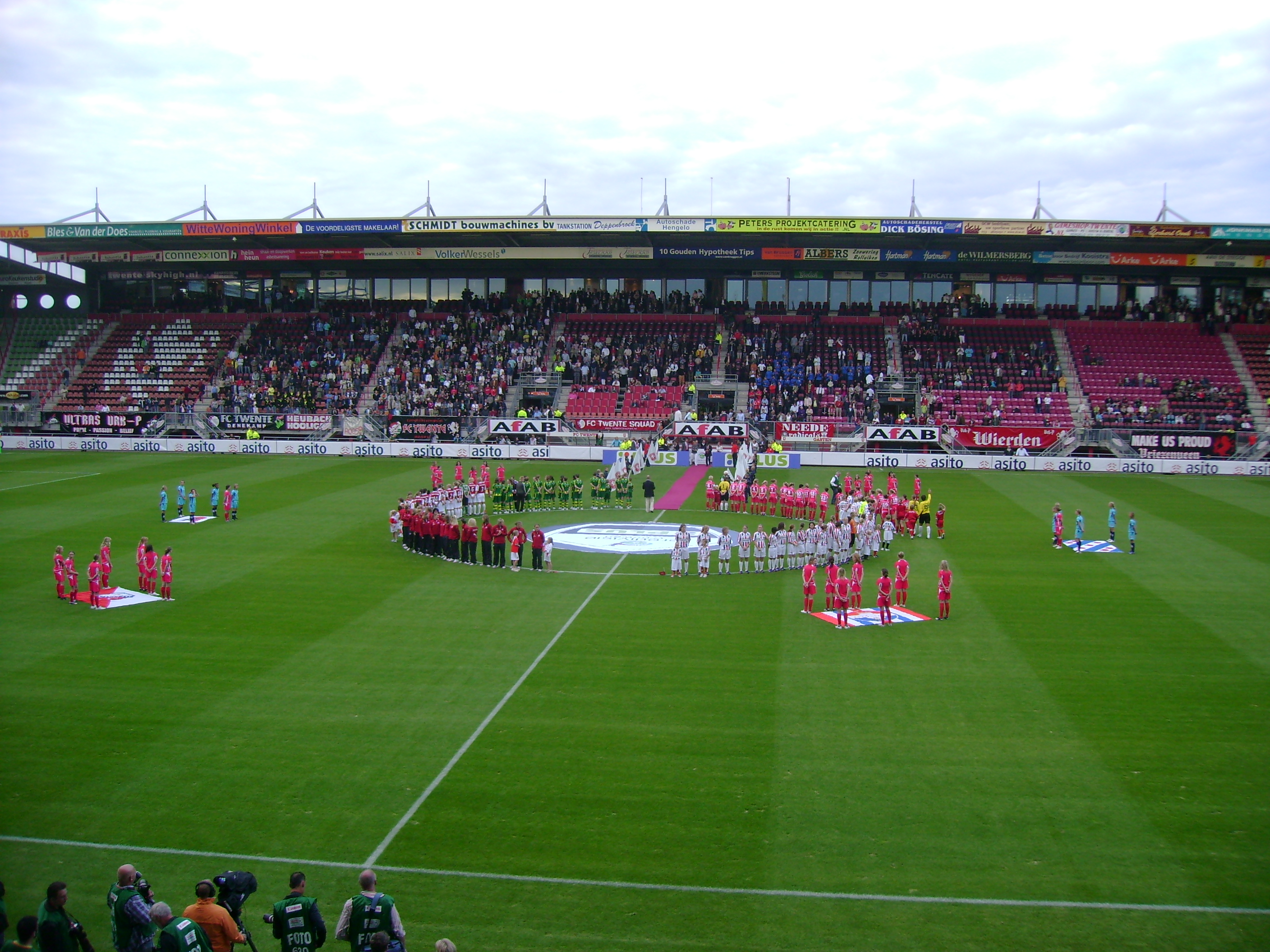
Cérémonie d'ouverture le 29 septembre 2007.

| Édition | Année     | Champion           |
| ------- | --------- | ------------------ |
| 1re     | 2007-2008 | AZ Alkmaar         |
| 2e      | 2008-2009 | AZ Alkmaar         |
| 3e      | 2009-2010 | AZ Alkmaar         |
| 4e      | 2010-2011 | FC Twente          |
| 5e      | 2011-2012 | ADO La Haye        |
| 6e      | 2012-2013 | FC Twente          |
| 7e      | 2013-2014 | FC Twente          |
| 8e      | 2014-2015 | FC Twente          |
| 9e      | 2015-2016 | FC Twente          |
| 10e     | 2016-2017 | Ajax Amsterdam     |
| 11e     | 2017-2018 | Ajax Amsterdam     |
| 12e     | 2018-2019 | FC Twente          |
| 13e     | 2019-2020 | Titre non attribué |
| 14e     | 2020-2021 | FC Twente          |
| 15e     | 2021-2022 | FC Twente          |
| 16e     | 2022-2023 | Ajax Amsterdam     |
| 17e     | 2023-2024 | FC Twente          |
| 18e     | 2024-2025 | FC Twente          |

#### Bilan par club
| Club           | Titres |
| -------------- | ------ |
| FC Twente      | 10     |
| AZ Alkmaar     | 3      |
| Ajax Amsterdam | 3      |
| ADO La Haye    | 1      |

#### Meilleures buteuses

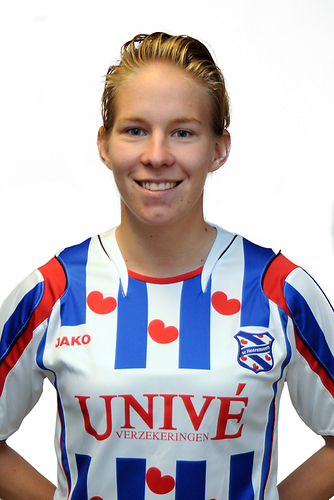
Sylvia Smit est meilleure buteuse du championnat en 2009 et 2010.

| Saison    | Joueuse                       | Buts               | Club                     |
| --------- | ----------------------------- | ------------------ | ------------------------ |
| 2007-2008 | Karin Stevens                 | 20                 | Willem II                |
| 2008-2009 | Sylvia Smit                   | 14                 | SC Heerenveen            |
| 2009-2010 | Sylvia Smit Chantal de Ridder | 11                 | SC Heerenveen AZ Alkmaar |
| 2010-2011 | Chantal de Ridder             | 19                 | AZ Alkmaar               |
| 2011-2012 | Priscilla De Vos              | 16                 | SC Telstar VVNH          |
| 2012-2013 |                               |                    |                          |
| 2013-2014 | Vivianne Miedema              | 39                 | SC Heerenveen            |
| 2014-2015 | Lineth Beerensteyn            | 17                 | ADO La Haye              |
| 2015-2016 | Jill Roord                    | 20                 | FC Twente                |
| 2016-2017 | Katja Snoeijs                 | 21                 | SC Telstar VVNH          |
| 2017-2018 | Katja Snoeijs                 | 25                 | VV Alkmaar               |
| 2018-2019 | Joelle Smits                  | 25                 | FC Twente                |
| 2019-2020 | Championnat arrêté            | Championnat arrêté | Championnat arrêté       |
| 2020-2021 | Joelle Smits                  | 23                 | PSV Eindhoven            |
| 2021-2022 | Fenna Kalma                   | 33                 | FC Twente                |